# ماكس جلادستون
ماكس جلادستون (بالإنجليزية: Max Gladstone)‏؛ (28 مايو 1984) هو كاتب خيال أمريكي. اشتهر في عام 2012 بروايته الأولى Three Parts Dead، تخرج من جامعة ييل، حيث درس اللغة الصينية. وعمل في الصين كمدرس في منطقة ريفية من أنهوي من 2006 إلى 2008، وكمترجم لمجلة سيارات. وفي عام 2013، كان أحد المرشحين النهائيين لجائزة جون دبليو كامبل لعام 2012 لأفضل كاتب جديد.